# Boulaur
Boulaur är en kommun i departementet Gers i regionen Occitanien i sydvästra Frankrike. Kommunen ligger i kantonen Saramon som tillhör arrondissementet Auch. År 2022 hade Boulaur 179 invånare.

## Befolkningsutveckling
Antalet invånare i kommunen Boulaur
Referens:INSEE